# Aneides hardii
Aneides hardii é um anfíbio caudado da família Plethodontidae. É endémica da América do Norte.